# Anumeta atrosignata
Anumeta atrosignata là một loài bướm đêm thuộc họ Erebidae. Loài này có ở sa mạc Arabian, the Sinai, Israel, phía đông đến tây bắc Ấn Độ.
Mỗi năm loài này có thể có hai thế hệ. Con trưởng thành bay từ tháng 3 đến tháng 7.
Ấu trùng ăn các loài Calligonum.